# Nutzungskontext
Der Nutzungskontext (englisch Context of Use) ist die Gesamtheit aller Bedingungen, in denen ein Produkt, ein System oder eine Dienstleistung von Personen verwendet wird. Es beinhaltet nach ISO 9241-11 die Kombination von Nutzenden, Zielen und Aufgaben der Nutzenden, die Ressourcen und die technische, physikalische, soziale, kulturelle und organisationsbezogene Umgebung.
Der Nutzungskontext ist ein Bestandteil der Definition von Usability, welches das Ausmaß bezeichnet, in dem ein Produkt, ein System oder eine Dienstleistung durch Nutzer in einem bestimmten Nutzungskontext genutzt werden kann, um Ziele effektiv, effizient und zufriedenstellend zu erreichen.
Er ist daher wichtiger Aspekte bei der Entwicklung nach dem Human-Centered Design-Prozess. Er hilft zu verstehen, wie Produkte, Systeme und Dienstleistungen funktionieren sollten, um den Bedürfnissen bzw. Erfordernissen der Nutzer gerecht zu werden.
Die Usability, die sich aus der Verwendung eines Systems, eines Produkts oder einer Dienstleistung ergibt, hängt von den jeweiligen Eigenschaften der Komponenten im Nutzungskontext ab. Deshalb ist es wichtig, die relevanten Eigenschaften und wie sie sich in der echten Nutzungsumgebung verändern können, klar zu definieren. Es kann vorkommen, dass das gleiche System, Produkt oder die gleiche Dienstleistung in verschiedenen Nutzungskontexten zu unterschiedlicher Usability führen kann.
Währenddem die Eigenschaften der Nutzenden mit ihren Zielen und Aufgaben für alle Dinge immer relevant sind, kann die Umgebung unterschiedlich stark bedeutend sein. So mögen die Umgebungsbedingungen und der physikalische Kontext für manche Websites weniger relevant sein, doch kann sich dies bei Systemen, die außerhalb des typischen Heims oder Büros eingesetzt werden, drastisch ändern. Beispiele sind externe Geldautomaten oder in der Landwirtschaft eingesetzte Computersysteme, von denen einige mit Dampf gereinigt werden müssen. Je nach Art der Apps und Websites kann die Umgebung jedoch durchaus auch eine wichtige Rolle spielen. So werden sie beispielsweise auf Smartphones, Tablets oder Laptops auch an Orten mit schlechten Lichtverhältnissen, mit möglichen Störquellen wie Lärm, mit schlechter Netzabdeckung oder in einem hektischen Umfeld wie beim Einkaufen oder im Verkehr verwendet.
Bei der Entwicklung sollte also der Nutzungskontext eindeutig identifiziert werden. Der Nutzungskontext kann ein real existierender Kontext oder ein zukünftig vorgesehener sein. Der „bestimmte“ Nutzungskontext, der in der Usability-Definition erwähnt wird, betrifft die Untergruppe aller möglichen Kombinationen von Nutzungskontexten.

## Nutzer im Nutzungskontext
Die Nutzenden können verschiedene Personen sein, die auf verschiedene Weisen mit etwas interagieren. Zum Beispiel:
- Personen, die etwas nutzen.
- Personen, die die Ergebnisse von etwas nutzen, aber nicht an ihrer Erstellung beteiligt sind. Wie zum Beispiel ein Bankkunde, der Kontoauszüge erhält, die von der Bank generiert wurden.
- Personen, die etwas warten oder pflegen, wie Administratoren, Trainer oder Techniker.

Dabei muss auch berücksichtigt werden, welche Eigenschaften die Nutzenden haben. Dies können Dinge wie ihr Wissen, ihre Fähigkeiten, Erfahrungen, Ausbildung, körperliche Merkmale, Gewohnheiten und Vorlieben einschließen. Dabei sollten auch die Unterschiede zwischen verschiedenen Arten von Nutzern berücksichtigen, zum Beispiel solche mit unterschiedlichem Wissen oder unterschiedlichen körperlichen Fähigkeiten.

## Ziele im Nutzungskontext
Ziele sind die Ergebnisse, die jemand erreichen möchte. Dabei ist es egal, wie man sie erreicht. Ziele legen fest, was jemand erreichen will, ohne genaue Kriterien festzulegen, wie gut er oder sie es erreichen muss (z. B. wie effektiv oder effizient). Ziele können von verschiedenen Quellen kommen, wie von den Nutzern, anderen Stakeholder, der Organisation oder Vorschriften. Verschiedene Nutzer können unterschiedliche Ziele haben. Ein Ziel kann beispielsweise sein, dass ein Bankkunde eine Überweisung erfolgreich initiiert hat. Ein Ziel kann auch mehrere Unterziele haben. So kann z. B. das Ziel, sich an einem anderen Ort zu befinden, aus den Unterzielen ein Verkehrsmittel finden und die Zugfahrt organisieren bestehen.

## Aufgaben im Nutzungskontext
Aufgaben sind Aktivitäten, die wir tun, um ein Ziel zu erreichen. Die Aufgaben zur Zielerreichung können über verschiedene Wege ausgeführt werden, um dasselbe Ziel zu erreichen. Die Usability kann sich daher je nach Weg unterscheiden. So kann das Ziel „Bargeld zu haben“ mit der Aufgabe „Geld beziehen“ durch einen persönlichen Besuch der Bank oder der Nutzung eines Geldautomaten erreicht werden. Es kann Unterschiede geben zwischen den vorgeschriebenen Schritten zur Durchführung von Aufgaben und der tatsächlichen Art und Weise, wie Nutzende sie ausführen, um ein Ziel zu erreichen.
Es ist auch wichtig zu wissen, wie Nutzer typischerweise Aufgaben erledigen, wie oft und wie lange sie dafür benötigen, ob es Abhängigkeiten zwischen Aufgaben gibt und ob einige Aktivitäten gleichzeitig stattfinden. Es ist wichtig, Aufgaben nicht nur funktional zu betrachten, sondern auch in Bezug auf ihre Auswirkungen auf die Nutzer.

## Ressourcen
Der Nutzungskontext umfasst Ressourcen, die verwendet werden müssen, um bestimmte Ziele zu erreichen. Es gibt einerseits sich erschöpfende Ressourcen, wie Zeit, menschliche Arbeit, Geld und Materialien und andererseits wiederverwendbare Ressourcen wie Geräte, Programme, Informationen und Unterstützung, die wir während der Aufgabenausführung benötigen.
- Geräte und Programme sind Dinge wie Computer oder Software.[1] Damit ist nicht das zu entwickelnde Produkt gemeint.[5]
- Informationen sind Daten, auf die wir zugreifen können, wie Straßenschilder oder Rezepte, die uns bei der Aufgabenerfüllung helfen.
- Unterstützung umfasst Dienstleistungen, die uns bei der Zielerreichung unterstützen, sei es von Menschen oder durch Technologie.

## Umgebung
Die Umgebung im Nutzungskontext beschreibt die Gesamtheit aller Umstände und Bedingungen, in den Nutzer ihre Aufgaben ausführen und die sich auf die Usability auswirken können.
Sie beinhaltet die technische, physische und soziale, kulturelle und organisationsbezogenen Umgebungen.

### Technische Umgebung
Sie beinhaltet alle technische Umstände und Bedingungen, in denen die Nutzer ihre Aufgaben ausführen. Das kann Dinge wie Möbel, Verpackungen, Energiequellen wie Strom oder Benutzungsmöglichkeiten wie das Internet einschließen.

### Physische Umgebung
Sie beinhaltet alle physischen Umstände und Bedingungen, in denen die Nutzer ihre Aufgaben ausführen. Dies beinhaltet die gebaute Umwelt (Gebäude, Städte, Plätze, Infrastruktur wie Straßen und Eisenbahn), die physischen, thermischen, akustischen und visuellen Bedingungen, Stabilität und Vibration, die geografischen und topografischen Eigenschaften, die Wetterkonditionen und die Tages- und Jahreszeiten. Dies kann beispielsweise ein Großraumbüro mit einem hohen Lärmpegel oder Freien die Straßenbeleuchtung im Freien bei Nacht sein.

### Soziale, kulturelle und organisationsbezogene Umgebung
Sie beinhaltet alle sozialen, kulturellen und organisationsbezogene Umstände und Bedingungen, in denen die Nutzer ihre Aufgaben ausführen. Dazu gehören andere Menschen, die Rollen und Beziehungen zwischen Menschen, die Organisationsstrukturen, die Sprache, Gesetze, Normen und Werte, die Nutzung für sich oder innerhalb einer Gruppe und die Privatsphäre. Dies können beispielsweise andere Fahrgäste im Bus oder Arbeitskollegen im Büro sein.

## Analyse und Beschreibung des Nutzungskontextes
Zur Nutzungskontextanalyse gibt es verschiedene Methoden. Besonders geeignet sind Kontextinterviews (englisch Contextual Inquiry), die dort stattfinden, wo die Interaktion des Nutzers mit dem Produkt, System oder der Dienstleistung üblicherweise stattfindet.
Weitere Methoden sind Nutzerinterviews, Beobachtungen im Feld, Tagebuchstudien oder qualitativen Umfragen.
Weitere Informationen zu einem aktuellen oder künftigen Nutzungskontext können über Workshops, Fokusgruppen oder Artefact Analysis gewonnen werden.
Die daraus gewonnenen Daten können für die Ableitung von Erfordernissen und Nutzungsanforderungen oder auch zur Erstellung von User oder Customer Journeys Maps und Empathy Maps verwendet werden.